# Айтапе
Айтапе (англ. Aitape) — місто в провінції Сандаун (Папуа Нова Гвінея). Розташований на трасі, що з'єднує Вевак та Ванімо приблизно посередині між цими двома містами. Айтапе є 21-м за величиною містом країни. Місто засноване у 1905 році як німецька місіонерська станція.
| Папуа Нова Гвінея | Це незавершена стаття з географії Папуа Нової Гвінеї. Ви можете допомогти проєкту, виправивши або дописавши її. |